# Warszawski Uniwersytet Medyczny

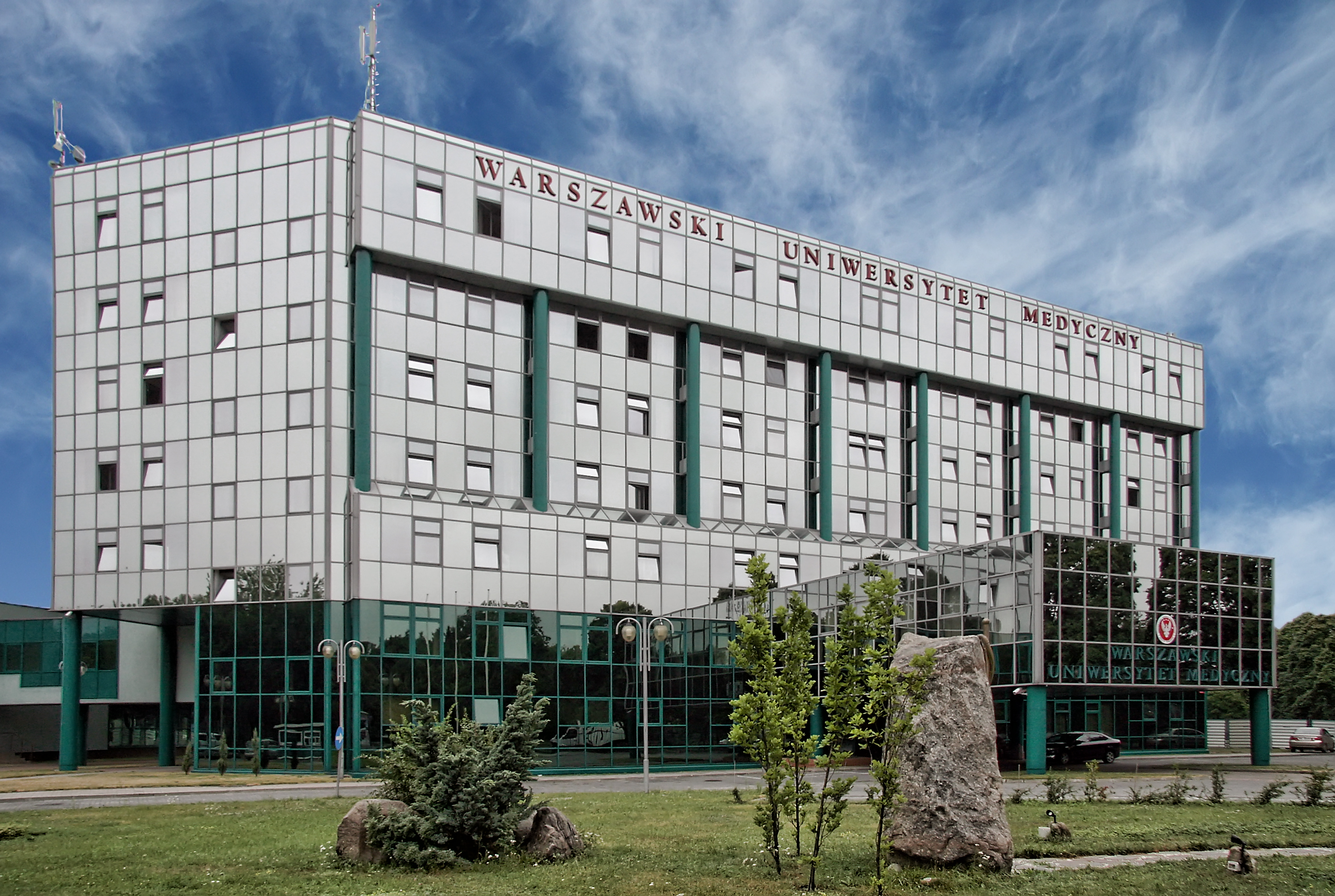
Budynek rektoratu Warszawskiego Uniwersytetu Medycznego

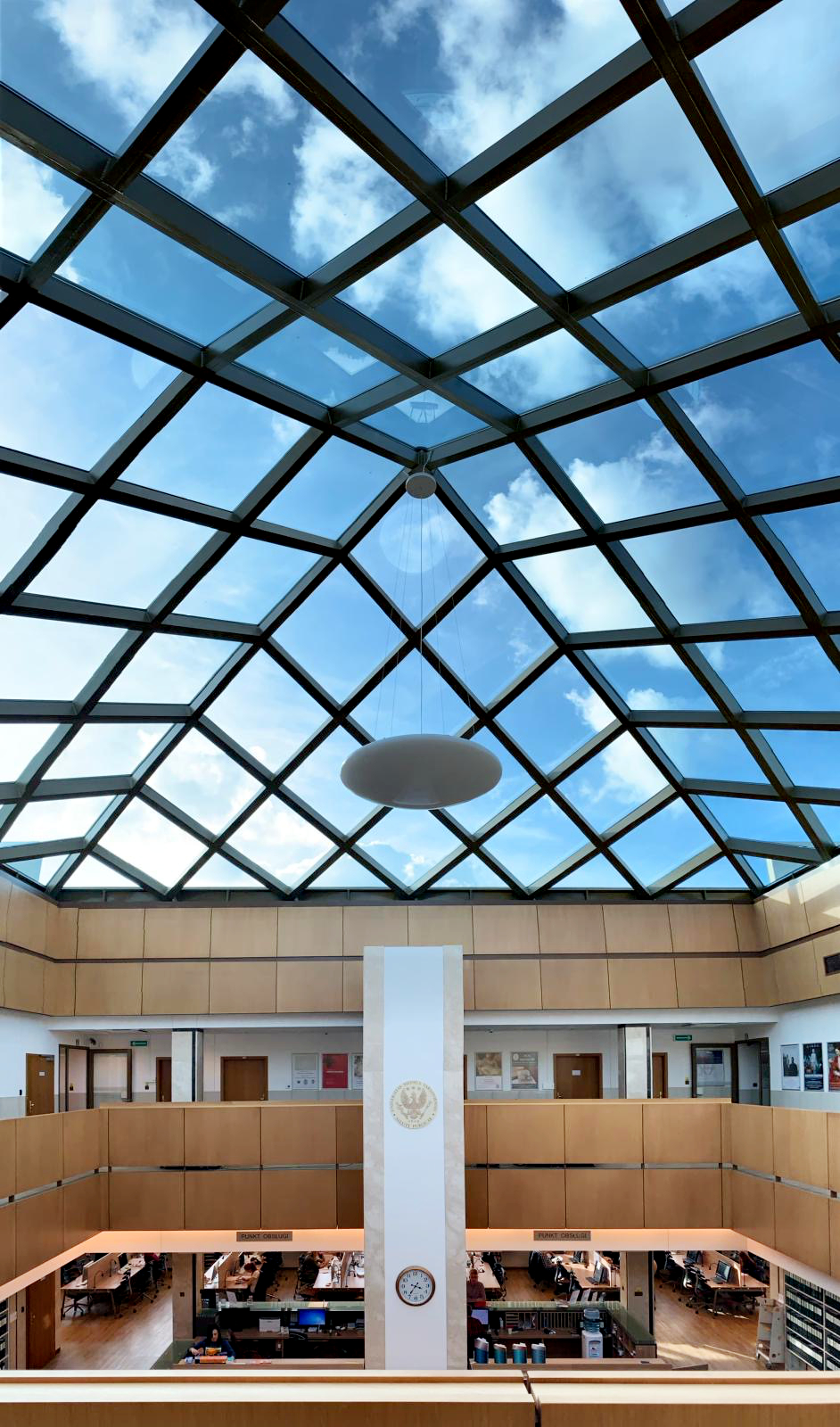
Biblioteka Warszawskiego Uniwersytetu Medycznego

Warszawski Uniwersytet Medyczny (WUM) – uniwersytet medyczny w Warszawie, jedna z największych polskich publicznych uczelni medycznych; prowadzi kształcenie w języku polskim i w języku angielskim oraz studia doktoranckie, studia podyplomowe, w tym MBA

## Historia

### Księstwo Warszawskie
Początki nauczania medycyny w Warszawie sięgają roku 1809, kiedy z inicjatywy Stanisława Staszica - przedstawiciela Izby Edukacyjnej oraz pięciu warszawskich lekarzy Augusta Wolffa, Hiacynta Dziarkowskiego, Józefa Czekierskiego, Franciszka Brandta i asesora farmacji Józefa Jana Celińskiego powołano Wydział Akademicko-Lekarski.

### Królestwo Polskie
W 1816 Wydział Akademicko-Lekarski wszedł w struktury utworzonego Królewskiego Uniwersytetu Warszawskiego, który posiadał pięć wydziałów: teologii, prawa i administracji, medycyny, filozofii, nauk i sztuk pięknych (każda z pięciu gwiazd w godle uniwersytetu symbolizowała jeden z jego pięciu wydziałów). Uniwersytet działał do października 1831, kiedy po upadku powstania listopadowego (1830–1831) w Królestwie Polskim zlikwidowano wszystkie szkoły wyższe. Akademickie nauczanie medycyny w Warszawie zostało przerwane na 26 lat, a o rozwój naukowy i zawodowy środowiska lekarskiego dbały w tym czasie Towarzystwo Lekarskie Warszawskie i Rada Lekarska Królestwa Polskiego.
Wybuchy kolejnych epidemii i brak odpowiedniej liczby lekarzy wymusiły na zaborcy podjęcie decyzji o powołaniu uczelni medycznej. Najpierw w 1857 utworzono Akademię Medyko-Chirurgiczną, kontynuującą tradycje Wydziału Lekarskiego Królewskiego Uniwersytetu Warszawskiego. W 1862 Akademia Medyko-Chirurgiczna została włączona jako Wydział Lekarski do Szkoły Głównej Warszawskiej.
Wzmożona rusyfikacja uczelni po upadku powstania styczniowego (1863–1864) przerwała jej działalność. W 1869 powstał Cesarski Uniwersytet Warszawski, w którym językiem wykładowym był język rosyjski. Miejsce polskich wykładowców zajęli rosyjscy. Uczelnia była bojkotowana przez patriotyczną polską młodzież, która wybierała szkoły zagraniczne.

### II Rzeczpospolita
Odrodzenie warszawskiego kształcenia medycznego stało się możliwe dopiero 1915 podczas I wojny światowej, gdy do Warszawy wkroczyli Niemcy. Rosjanie ewakuowali władze, pracowników i dobytek Cesarskiego Uniwersytetu Warszawskiego do Rostowa nad Donem.
15 listopada 1915 otwarto polskojęzyczny Uniwersytet Warszawski z Wydziałem Lekarskim, który w fazie organizacyjnej działał przy Oddziale Przygotowawczo-Lekarskim. Jego organizatorem został pediatra i społecznik dr Józef Polikarp Brudziński, pierwszy rektor odrodzonego Uniwersytetu. Dziekanem Wydziału Lekarskiego został prof. Leon Kryński. Kadrę stanowili profesorowie praktykujący od lat w Warszawie oraz osoby, które przenosiły się z innych ośrodków akademickich, najczęściej z Krakowa i Lwowa. Niektórzy z nich porzucali dotychczasową karierę akademicką i znaczne osiągnięcia, by budować od podstaw warszawską uczelnię. Wśród nich był wybitny polski internista - prof. Antoni Gluziński, przed I wojną światową rektor i dziekan Wydziału Lekarskiego Uniwersytetu we Lwowie.
Odrodzony Uniwersytet powołał w swojej strukturze osobny wydział dla kształcenia farmaceutów. Najpierw w 1915 utworzono kursy farmaceutyczne, które od roku akademickiego 1917/1918 przemianowano na Studium Farmaceutyczne. W 1920 Studium to przekształcono w Oddział Farmaceutyczny przy Wydziale Lekarskim. Następnie rozporządzeniem Ministra Wyznań Religijnych i Oświecenia Publicznego z 29 stycznia 1926 Oddział przekształcił się w Wydział Farmaceutyczny, pierwszy w Polsce samodzielny ośrodek akademicki kształcenia farmaceutów, a dziekanem został Władysław Mazurkiewicz.
W 1920 powołano w Warszawie Państwowy Instytut Dentystyczny kształcący dentystów na poziomie wyższym. Instytut był uczelnią jednowydziałową, z czterema katedrami: Dentystyki Zachowawczej, Chirurgii Stomatologicznej, Techniki Dentystycznej i Ortodoncji. Kadra naukowa wydziału uzupełniała obsadę nauczycieli akademickich instytutu i była gwarancją wysokiego poziomu nauczania. W 1933 przemianowano tę uczelnię na Akademię Stomatologiczną. Działała ona do 1949, kiedy została włączona jako Oddział Stomatologiczny do Wydziału Lekarskiego Uniwersytetu Warszawskiego, a następnie w ramach tego Wydziału przeszła całkowicie do Akademii Lekarskiej, która w 1950 zmieniła nazwę na Akademię Medyczną.

#### II wojna światowa
W latach II wojny światowej działał tajny Wydział Lekarski, realizujący część programu w ramach „Prywatnej Szkoły Zawodowej dla Pomocniczego Personelu Sanitarnego” dr. Jana Zaorskiego (niem. Private Fachschule für Sanitares Hilfspersonal Dr. Jan Zaorski). Zajęcia prowadzono w budynkach uniwersyteckich (ul. Krakowskie Przedmieście 26/28, gmach chemii fizjologicznej i zakładu fizjologii) oraz w warszawskich szpitalach.
Studenci i lekarze nieśli pomoc rannym i brali udział w walkach podczas Powstania warszawskiego. Warszawska medycyna w latach wojny poniosła ogromne straty – z 23 profesorów ocalało tylko jedenastu, poległa także wielka liczba lekarzy, pielęgniarek i studentów.

### Akademia Medyczna w Warszawie
1 stycznia 1950, zgodnie z Rozporządzeniem Rady Ministrów z dnia 24 października 1949 roku w sprawie utworzenia Akademii Lekarskich w Warszawie, Krakowie, Poznaniu, Lublinie, Łodzi i Wrocławiu, z dotychczasowego Wydziału Lekarskiego z Oddziałem Stomatologicznym i Wydziału Farmaceutycznego UW utworzono Akademię Lekarską. 3 marca 1950 Akademia Lekarska zmieniła nazwę na Akademię Medyczną. Wydział Lekarski na Uniwersytecie Warszawskim przestał istnieć, a jego dotychczasowa kadra, na czele z prof. Franciszkiem Czubalskim (ówczesnym rektorem UW), który został rektorem AM, przeszła do struktur Akademii Medycznej. Akademia Medyczna przejęła również cały majątek Wydziału Lekarskiego UW w postaci budynków, zakładów i klinik z wyposażeniem. Akademia Medyczna stała się samodzielną jednostką akademickiego nauczania medycyny w Warszawie, kontynuatorką i spadkobierczynią tradycji akademickich Wydziału Lekarskiego od 1809.

### Warszawski Uniwersytet Medyczny
22 marca 2008 Akademia Medyczna stała się Warszawskim Uniwersytetem Medycznym na mocy ustawy z dnia 23 stycznia 2008. Zmiana nazwy była potwierdzeniem stanu faktycznego – rzeczywistej pozycji i rangi uczelni. Rok 2009 był dla uczelni wyjątkowy, gdyż właśnie wtedy WUM obchodził jubileusz 200-lecia nauczania medycyny w Warszawie.
Od kilku lat Uczelnia konsekwentnie stawia na rozwój własnej bazy kliniczno-dydaktycznej. Sztandarowe obiekty, które powstały w minionych latach to: Centrum Biblioteczno-Informacyjne (2012), Centrum Badań Przedklinicznych (2014), Szpital Pediatryczny (2015), Centrum Sportowo-Rehabilitacyjne (2015) oraz Uniwersyteckie Centrum Stomatologii (2019). 25 września 2019 na terenie Kampusu Banacha wbito symboliczną łopatę pod budowę Domu Ronalda McDonalda, zaś 2 grudnia 2019 odbyło się wmurowanie kamienia węgielnego Centrum Symulacji Medycznych Warszawskiego Uniwersytetu Medycznego, gdzie w symulowanych warunkach klinicznych prowadzone będzie nauczanie umiejętności w zakresie przedmiotów klinicznych zabiegowych i niezabiegowych, jak również nauczanie praktyczne.

## Władze uczelni[8]
Władze rektorskie
REKTOR prof. dr hab. n. med. Rafał Krenke
Prorektorzy
- prorektor do spraw studenckich i kształcenia: prof. dr hab. n. med. Marek Kuch
- prorektor do spraw klinicznych i inwestycji: prof. dr hab. n. med. Agnieszka Cudnoch-Jędrzejewska
- prorektor do spraw personalnych i organizacyjnych: prof. dr hab. n. med. Dorota Olczak-Kowalczyk
- prorektor do spraw nauki i transferu technologii: prof. dr hab. n. med. i n. o zdr. Marcin Sobczak
- prorektor do spraw umiędzynarodowienia, promocji i rozwoju: prof. dr hab. n. med. Michał Grąt

Władze dziekańskie w kadencji 2024-2028
- dziekan Wydziału Lekarskiego – prof. dr hab. n. med. Paweł Włodarski
- dziekan Wydziału Lekarsko-Stomatologicznego – prof. dr hab. n. med. Agnieszka Mielczarek
- dziekan Wydziału Farmaceutycznego – dr hab. n. farm. Piotr Luliński
- dziekan Wydziału Nauk o Zdrowiu – prof. dr hab. n. med. Mariusz Gujski

## Wydziały
Wydziały prowadzą badania naukowe oraz działalność dydaktyczną w naukach: medycznych, farmaceutycznych oraz o zdrowiu.
Wydziały Warszawskiego Uniwersytetu Medycznego:
- Wydział Lekarski
- Wydział Lekarsko-Stomatologiczny
- Wydział Farmaceutyczny
- Wydział Nauk o Zdrowiu

Ponadto działalność dydaktyczną prowadzi Centrum Kształcenia Podyplomowego odpowiedzialne za nauczanie dyplomowanych lekarzy, farmaceutów i magistrów-specjalistów w różnych dziedzinach związanych z medycyną.
Wydział Lekarski prowadzi kształcenie na kierunku lekarskim w języku polskim i angielskim
Wydział Lekarsko-Stomatologiczny prowadzi kształcenie na kierunkach:
- audiofonologia z protetyką słuchu
- elektroradiologia
- fizjoterapia
- higiena stomatologiczna
- lekarsko-dentystyczny – studia prowadzone w języku polskim i angielskim
- logopedia ogólna i kliniczna
- techniki dentystyczne

Wydział Farmaceutyczny prowadzi kształcenie na kierunkach:
- analityka medyczna
- farmacja – studia prowadzone w języku polskim i angielskim
- toksykologia z elementami kryminalistyki

Wydział Nauk o Zdrowiu prowadzi kształcenie na kierunkach:
- dietetyka
- pielęgniarstwo
- położnictwo
- ratownictwo medyczne
- zdrowie publiczne

## Baza kliniczna
Szpitale kliniczne, w których WUM prowadzi działalność dydaktyczną oraz badania naukowe, to:
- Uniwersyteckie Centrum Kliniczne, w ramach którego prowadzone są Zakłady Lecznicze
- Centralny Szpital Kliniczny, przy ul. Banacha 1a, 02 – 097 Warszawa
- Przychodnia Specjalistyczna Banacha, przy ul. Banacha 1a, 02 – 097 Warszawa
- Dziecięcy Szpital Kliniczny im. Józefa Polikarpa Brudzińskiego w Warszawie, przy ul. Żwirki i Wigury 63A, 02 – 091 Warszawa
- Przychodnia Specjalistyczna dla Dzieci, przy ul. Żwirki i Wigury 63A, 02 – 091 Warszawa
- Szpital Kliniczny Dzieciątka Jezus, przy ul. W.H. Lindleya 4, 02 – 005 Warszawa
- Przychodnia Specjalistyczna Lindleya, przy ul. W. H. Lindleya 4, 02 – 005 Warszawa
- Samodzielny Publiczny Kliniczny Szpital Okulistyczny przy ul. Sierakowskiego
- Szpital Kliniczny im. ks. Anny Mazowieckiej przy ul. Karowej

Uczelnia korzysta także ze szpitali zlokalizowanych w Warszawie i okolicach, w których znajdują się katedry, kliniki i zakłady.

## Badania naukowe
Zakres pracy naukowej Uczelni dotyczy patogenezy, diagnostyki, terapii, profilaktyki i optymalizacji postępowania terapeutycznego uwzględniającego działania prewencyjne, skuteczność i koszty leczenia we wszystkich obszarach medycyny. W ramach tych działań prowadzone są eksperymentalne badania przedkliniczne i badania kliniczne w zakresie wszystkich kierunków współczesnej medycyny, a zwłaszcza chorób cywilizacyjnych, których leczenie stanowi nie tylko istotny problem kliniczny, ale i ekonomiczny.
Warszawski Uniwersytet Medyczny prowadzi bliską wymianę naukową z instytucjami z całej Europy, w szczególności z Niemiec, Francji, Szwecji, Holandii, Austrii i Wielkiej Brytanii. Obecnie rozwijana jest współpraca z kolejnymi uniwersytetami i organizacjami z Europy, USA, a także z krajów azjatyckich – Chin, Indii i Japonii.

## Współpraca z zagranicą
Warszawski Uniwersytet Medyczny kształci młodych ludzi w oparciu o nowoczesne programy nauczania i obowiązujące standardy europejskie, dlatego współpraca międzynarodowa jest jednym z kluczowych elementów wdrażanej strategii edukacyjnej.
Warszawski Uniwersytet Medyczny jest członkiem organizacji międzynarodowych: UNESCO, Europejskiego Stowarzyszenia Uniwersytetów (EUA), Association for Medical Education in Europe (AMEE), ECTS-MA – ECTS Medical Association oraz European Association of Erasmus Coordinators (EAEC-ERACON).
WUM uczestniczy w wielu projektach programu Erasmus+, które dotyczą problemów edukacyjnych, instytucjonalnych i zapewnienia jakości nauczania oraz w wielu projektach wielostronnych. Naukowcy z Warszawskiego Uniwersytetu Medycznego są nie tylko koordynatorami i partnerami w międzynarodowych konsorcjach, ale partycypują również w procesie oceny projektów w Komisji Europejskiej.

## Kampusy
Warszawski Uniwersytet Medyczny posiada dwa kampusy:
- Kampus Banacha
- Kampus Lindleya

Najczęściej utożsamiany z Warszawskim Uniwersytetem Medycznym Kampus Banacha zlokalizowany jest na obszarze między ulicami Banacha, Żwirki i Wigury, księcia Trojdena i Pawińskiego. Tutaj znajduje się budynek Rektoratu, mieszczący dziekanaty Wydziału Lekarskiego, Wydziału Lekarsko-Stomatologicznego, Wydziału Nauk o Zdrowiu oraz Centrum Kształcenia Podyplomowego. Rektorat połączony jest z budynkiem Centrum Dydaktycznego oraz z Centrum Biblioteczno-Informacyjnym. W 2014 oddano do użytku Centrum Badań Przedklinicznych i Technologii (CePT). Kampus Banacha obejmuje również gmach Wydziału Farmaceutycznego i Centralny Szpital Kliniczny – Przychodnia Specjalistyczna Banacha – oba budynki znajdują się przy ulicy Banacha. Na terenie Kampusu Banacha zlokalizowane są także: Szpital Pediatryczny (w którym mieści się Dziecięcy Szpital Kliniczny im. Józefa Polikarpa Brudzińskiego – Przychodnia Specjalistyczna dla dzieci), Centrum Sportowo-Rehabilitacyjne WUM oraz Uniwersyteckie Centrum Stomatologii CM WUM, a także, drugi w Polsce – Dom Ronalda McDonalda.
Kampus Lindleya to zespół budynków Uczelni znajdujący się w centrum Warszawy – między ulicami: Lindleya, Koszykową, Chałubińskiego i Nowogrodzką. To tutaj mieści się zmodernizowane Centrum Biostruktury i Zakład Medycyny Sądowej oraz Dom Medyków. Przy ul. Lindleya znajduje się podległy Uczelni Szpital Kliniczny Dzieciątka Jezus – Przychodnia Specjalistyczna Lindleya.
Wiele jednostek Warszawskiego Uniwersytetu Medycznego rozsianych jest poza Kampusami i szpitalami klinicznymi w różnych częściach Warszawy, jak np. Zakłady Wydziału Nauk o Zdrowiu mające swoją siedzibę w budynku przy ulicy Ciołka.